# Elton Acolatse
Elton-Ofoi Acolatse (Amszterdam, 1995. július 25. –) holland utánpótlás válogatott labdarúgó, aki jelenleg a DVTK játékosa.

## Pályafutása

### Klubcsapatokban
Acolatse szülővárosában, az Ajax akadémiáján nevelkedett; az U19-es csapattal szerepelt a 2013–2014-es UEFA Ifjúsági Liga csoportkörében. 2013 és 2016 között a klub második számú csapatának számító Jong Ajaxban hatvannégy holland másodosztályú bajnoki mérkőzésen lépett pályára. 2016 és 2020 között belga élvonalbeli csapatokban futballozott (Westerlo, Club Brugge, Sint-Truidense). 2020 és 2022 között az izraeli Hapóél Beér-Seva labdarúgója volt; a klubbal 2020-ban izraeli kupagyőztes lett, valamint szerepelt a 2020–2021-es Európa-liga csoportkörében is. A 2021–2022-es idényben a török másodosztályú Bursaspor, 2023-ban pedig az izraeli MSZ Asdód csapataiban játszott. 2023 júliusában leigazolta őt a magyar élvonalbeli Diósgyőr csapata.

### A válogatottban
Többszörös holland utánpótlás-válogatott; tagja volt a 2012-es U17-es labdarúgó-Európa-bajnokságot megnyert holland csapatnak.

## Sikerei, díjai

### Klub
Hapóél Beér-Seva
- Izraeli kupa: 2019–20

### Hollandia U17
- U17-es Európa-bajnokság: 2012